# 349 (numero)
Trecentoquarantanove è il numero naturale dopo il 348 e prima del 350.

## Proprietà matematiche
- È un numero dispari.
- È un numero primo, tra il suo primo gemello 347 e il suo primo cugino 353.
- È un numero difettivo.
- È la somma di tre numeri primi consecutivi, 349 = 109 + 113 + 127.
- È un numero palindromo nel sistema di numerazione posizionale a base 8 (535).
- È un numero fortunato.
- È parte delle terne pitagoriche (180, 299, 349), (349, 60900, 60901).
- È un numero congruente.
- È un numero intero privo di quadrati.
- È un numero malvagio.

## Astronomia
- 349 Dembowska è un asteroide della fascia principale del sistema solare.

## Astronautica
- Cosmos 349 è un satellite artificiale russo.